# دانييلي غيلبرت
دانييلي غيلبرت (بالفرنسية: Danièle Gilbert)‏ هي مقدمة تلفزيونية فرنسية، ولدت في 20 مارس 1943 في شاماليير ‏ في فرنسا.

## وصلات خارجية
- الموقع الرسمي
- دانييلي غيلبرت على موقع IMDb (الإنجليزية)
- دانييلي غيلبرت على موقع ألو سيني (الفرنسية)
- دانييلي غيلبرت على موقع ميوزك برينز (الإنجليزية)
- دانييلي غيلبرت على موقع قاعدة بيانات الفيلم (الإنجليزية)